# Scythris bengtssoni
Scythris bengtssoni is een vlinder uit de familie dikkopmotten (Scythrididae). De wetenschappelijke naam is voor het eerst geldig gepubliceerd in 1989 door Patocka & Liska.
De soort komt voor in Europa.